# Mäeküla (Suure-Jaani)
Mäeküla – wieś w Estonii, w prowincji Viljandi, w gminie Suure-Jaani.